# Тенорио, Марта
Марта Тенорио Панкар (исп. Martha Tenorio Pancar; 6 августа 1966) — эквадорская легкоатлетка, специализировавшаяся в стайерском беге, марафонка. Победительница Южноамериканских и Боливарианских игр, участница трёх Олимпийских игр.

## Карьера
Впервые на международной арене Марта Тенорио дебютировала в 1987 году на чемпионате Южной Америки в Сан-Паулу, где завоевала серебро и бронзу в беге на 3 и 10 тысяч метров соответственно.
В 1989 году впервые выиграла Боливарианские игры. Всего на этих турнирах побеждала 6 раз (4 раза на дистанции 10000м и дважды на дистанции 5000м) и один раз была серебряным призёром.
В 1992 году дебютировала на Олимпийских играх. В Барселоне эквадорская бегунья выступала только на дистанции 10000 метров и не смогла преодолеть первый раунд, став в своём забеге лишь 17-й с трёхминутным отставанием от победительницы забега.
На Играх в Атланте Тенорио выступала в марафоне, но не смогла финишировать. В 2000 году она была выбрана в качестве знаменосца эквадорской команды на церемонии открытия Олимпиады. Как и четыре года назад Марта выступала в марафоне, где заняла 25-е место.
Марта Тенорио завершила карьеру в 2005 году после очередной победы на Боливарианских играх.